# Кириенко, Григорий Анатольевич
Григорий Анатольевич Кириенко (род. 29 сентября 1965, Новосибирск) — советский и российский фехтовальщик на саблях, двукратный олимпийский чемпион, заслуженный мастер спорта СССР (1989), подполковник.

## Биография
Тренировался под руководством П. Кондратенко, В. Назлымова, Х. Исмаилова.
Двукратный олимпийский чемпион в командных соревнованиях на саблях: 1992 года в составе Объединённой команды СНГ и 1996 года в составе сборной России.
7-кратный чемпион мира 1989, 1991, 1993, 1995 годов в личном первенстве и 1989, 1990, 1994 годов в командной сабле.
В 1990 году окончил Омский ГИФК.

## Награды
- Благодарность Президента Российской Федерации (6 января 1997 года) — за высокие спортивные достижения на XXVI летних Олимпийских играх 1996 года[3].